# Ortovero
Ortovero (ligur nyelven Utuê) település Olaszországban, Liguria régióban, Savona megyében. Lakosainak száma 1649 fő (2023. január 1.). Ortovero Arnasco, Onzo, Vendone, Villanova d’Albenga, Albenga és Casanova Lerrone községekkel határos.

## Népesség
A település lakossága az elmúlt években az alábbi módon változott:
| Lakosok száma | 1576 | 1566 | 1649 |
|               | 2017 | 2018 | 2023 |